# Ansiea tuckeri thomensis
Ansiea tuckeri là một phân loài nhện trong họ Thomisidae.
Loài này thuộc chi Ansiea. Ansiea tuckeri thomensis được miêu tả năm 1958 bởi Bacelar.